# Tosia Malamud

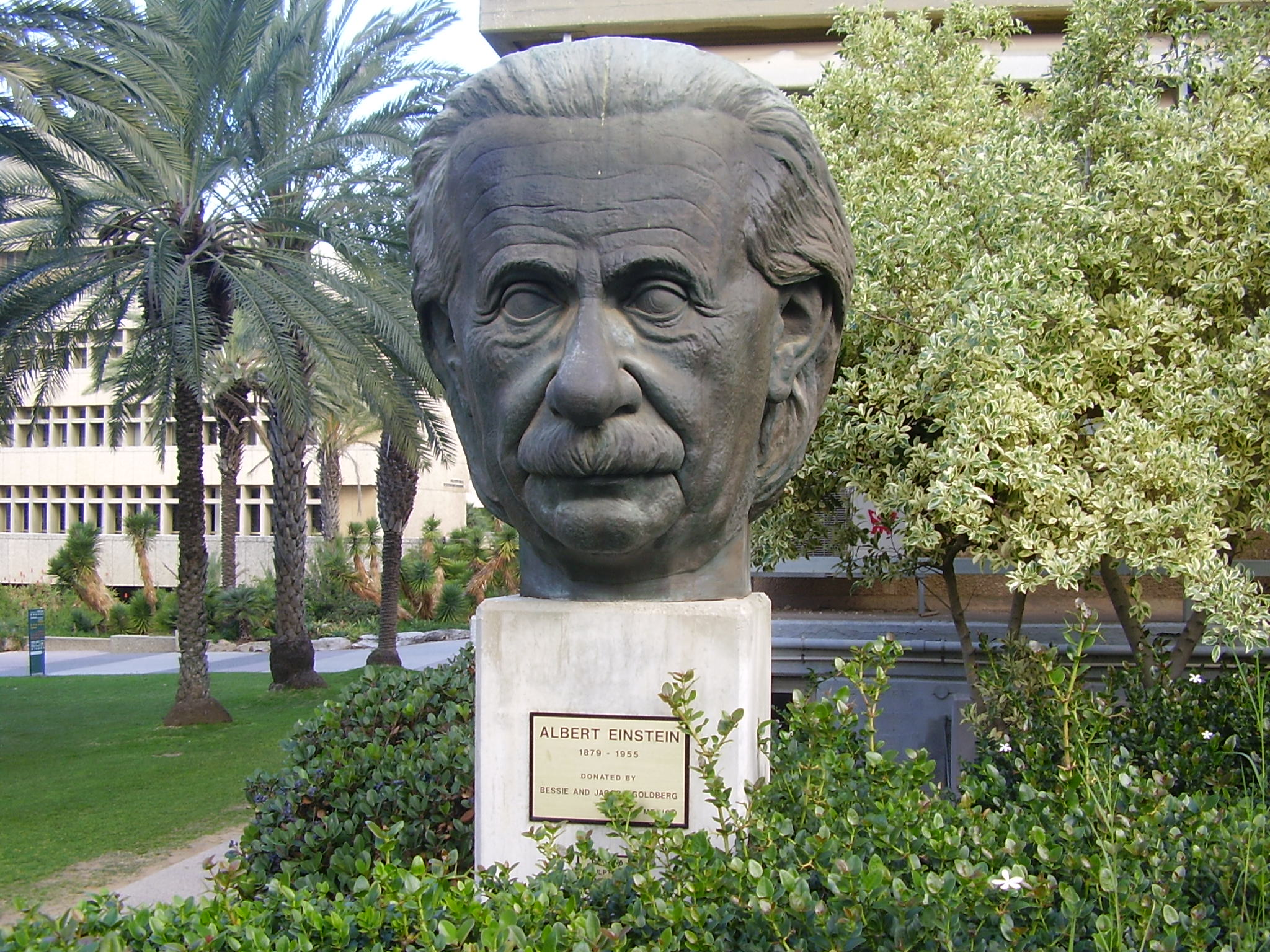
Statue von Albert Einstein in der Universität von Tel Aviv

 Tosia Malamud (* 17. März 1923 in Winnyzja, Ukrainische Sozialistische Sowjetrepublik; † 16. Juli 2008 in Mexiko-Stadt, Mexiko) war eine ukrainisch-mexikanische Bildhauerin. Sie gehörte zu den ersten Absolventinnen der Escuela Nacional de Artes Plásticas (ENAP) der Nationalen Autonomen Universität von Mexiko.

## Leben und Werk
Malamud war das jüngere der beiden Kinder von Isaac Malamud und Liza Backal. Sie zog 1927 mit ihrer Familie nach Mexiko. Dort gründete ihr Vater die erste jüdische Druckerei. Mit 16 Jahren studierte sie gegen den Willen ihrer Eltern an der ENAP und schloss das fünfjährige Studium in nur drei Jahren 1943 ab. Zu ihren Professoren gehörten die Maler Francisco Goitia, Luis Sahagún und Benjamín Coria sowie die Bildhauer Fidias Elizondo, Arnulfo Domínguez, Ignacio Asúnsolo und Luis Ortiz Monasterio. 
Sie heiratete ein Jahr später Samuel Rubinstein, mit dem sie zwei Kinder bekam. 1952 hatte sie ein eigenes Atelier, welches sie sich mit einem anderen Künstler teilte. Somit konnte sie ihr Familienleben von ihrem künstlerischen Leben trennen. 1967 wurde sie geschieden. Sie heiratete erneut, diesmal den Schriftsteller und Journalisten Sergio Nudelstejer. Es gelang ihnen ihre Interessen zu ergänzen, sie begleiteten sich gegenseitig, er zu ihren Ausstellungen, sie zu seinen Vorträgen und sie teilten das Atelier, sein Büro und ihr Bildhaueratelier.
Malamud war Mitglied des Salón de la Plástica Mexicana. Sie nahm an mehr als 40 Einzelausstellungen und zahlreichen Gruppenausstellungen in Mexiko, den USA, Europa und Israel teil. Ihre letzte große Ausstellung zu Lebzeiten fand 2007 im Sozialgebäude des Instituto Mexicano de Seguro am Paseo de la Reforma in Mexiko-Stadt statt und wurde von ihrem Sohn kuratiert. Sie fand anlässlich der Veröffentlichung ihrer Autobiografie statt, an der sie aus gesundheitlichen Gründen nicht mehr teilnehmen konnte.
Ihre Arbeiten aus Bronze und Stein befinden sich in Institutionen und an öffentlichen Orten in Mexiko sowie in der Bezalel Academy of Arts and Design in Jerusalem, in Toronto und in der Universität von Tel Aviv.

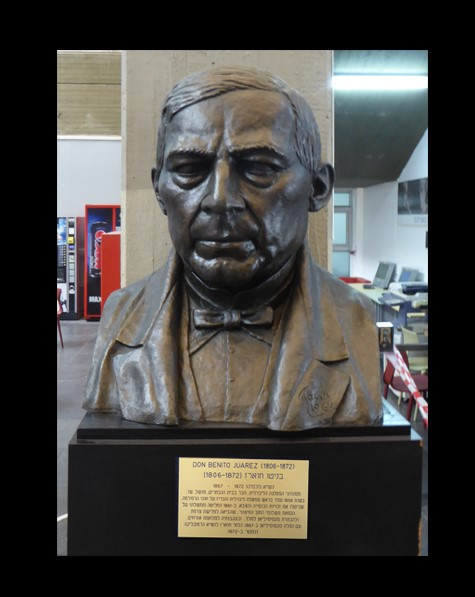
Bronzestatue von Benito Juarez
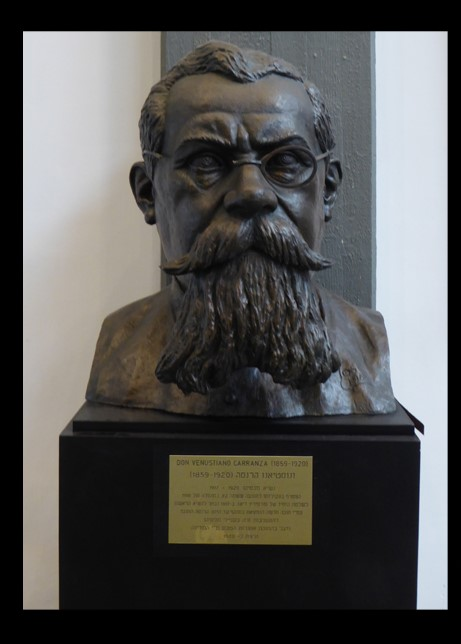
Vanessa Carranza
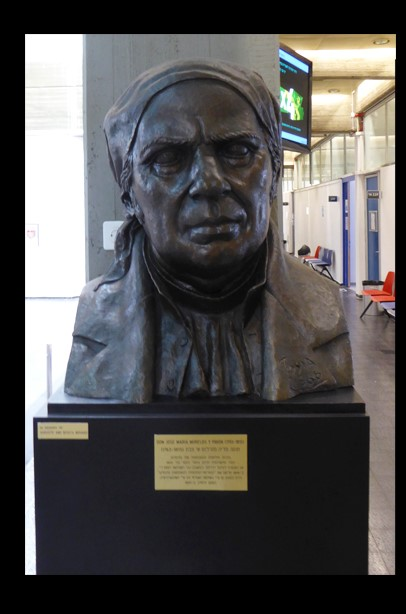
José María Morelos y Pavón
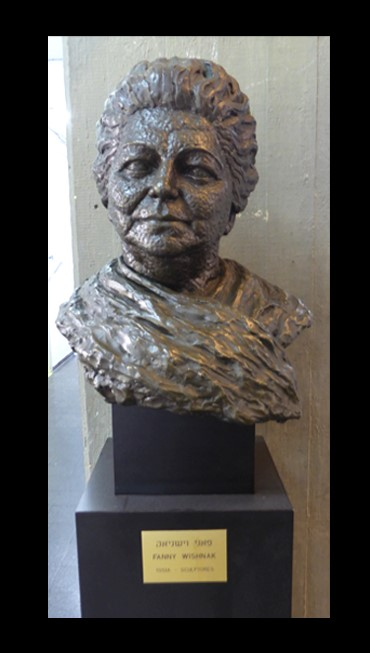
Fanny Wisniak
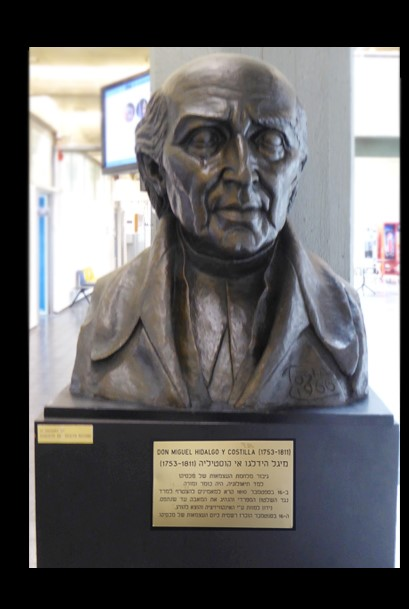
Miguel Hidalgo y Costilla
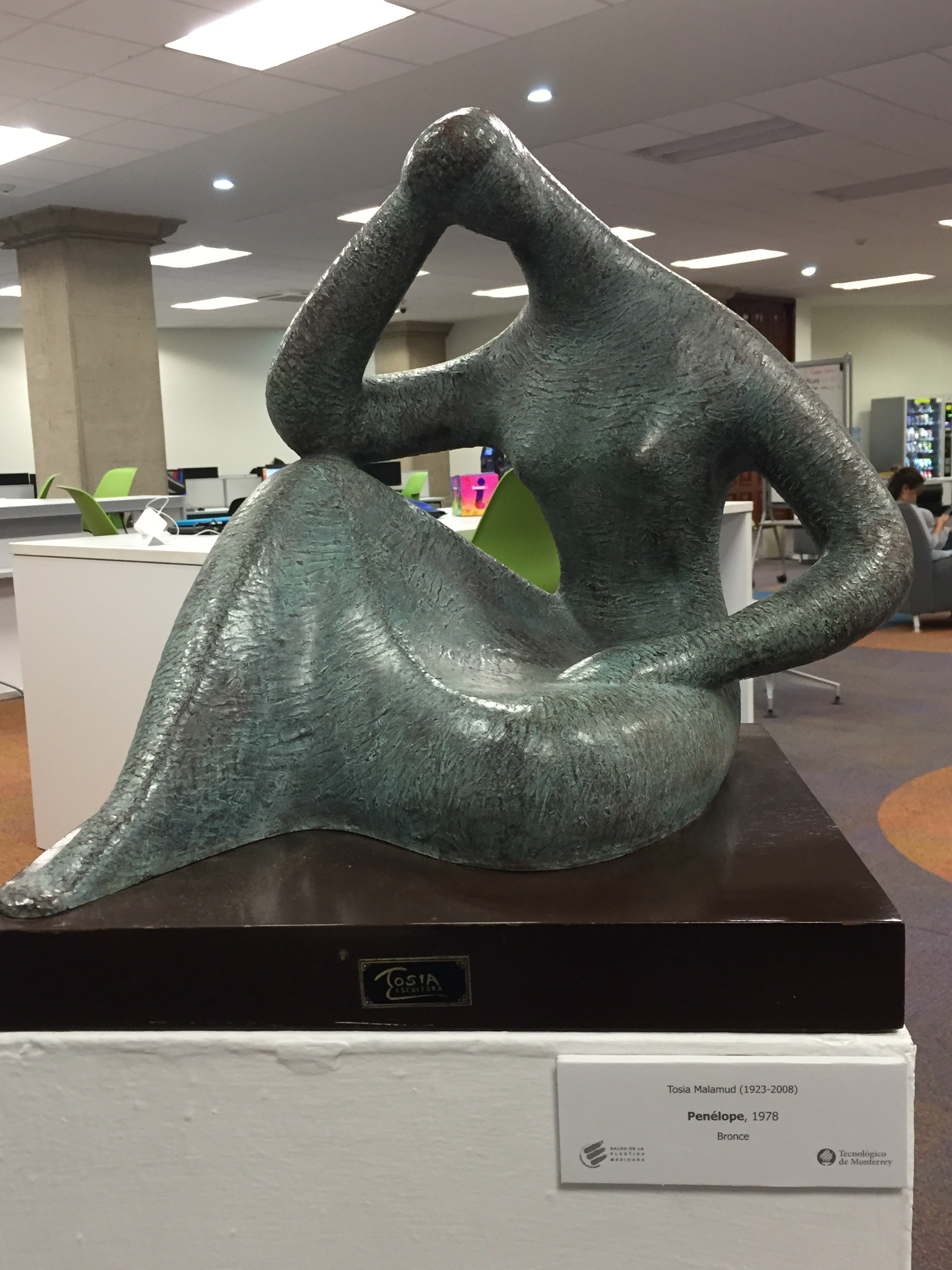
Skulptur „Penélope“ von Tosia Malamud im Instituto Tecnológico de Monterrey, Campus Ciudad de México